# 龍泉青瓷
27°56′16″N 119°00′8″E / 27.93778°N 119.00222°E
龍泉青瓷是以中國浙江省龍泉市古代窯址為核心、分支廣佈週邊、影響遍及華東、中南及西南的瓷窯系統。一般認為龍泉窯的鼎盛時期在南宋。由於融合南北技術優點，提高燒製溫度，成品瓷化程度高，在技術層面達到了現代學術認定的瓷器要求；同時改進釉料配方，創制出粉青、梅子青等前所未見的品種，被歷來藏家激賞，列入宋代名窯。此後龍泉窯幾經興衰，不絕如縷，延續至今。其產品以青瓷為主，歷代依據當時的資源條件和市場需求，發揮青瓷多變的特性，衍生出眾多品種，相互之間差別很大，是中國持續時間最長、影響最大的青瓷產地。現代龍泉青瓷主流為厚釉、無開片、翠青色產品，胎體澄淨，紫骨鐵足，包括日常器皿和仿古陳設器。

## 历史
南宋初处州府龙泉县琉田市建立的瓷窑，其中章生一在龙泉琉田创建的瓷窑叫哥窑，这种胎质细密洁白，釉色以粉青、梅子青为代表，花纹装饰上出现了堆塑和贴花；一般称龙泉窑皆指此。章生一的弟弟章生二在龙泉琉田创建的瓷窑叫弟窑，也称为章龙泉窑、章窑。
元代龍泉青瓷大量运销海外，瓷窑范围扩大至丽水、永嘉等地；明代仍然继续烧造，清代中期以后衰落。
龙泉窑古瓷窑1960年曾加发掘，现已发现300多个窑址，依龙泉山而建，其中以大窑地区最多，大窑龙泉窑古瓷窑址于1988年列入第三批全国重点文物保护单位。2001年3月，龙泉窑遗址被评选为20世纪中国百大考古重大发现。
2009年9月，龙泉青瓷传统烧制技艺入选人类非物质文化遗产代表作名录。
2012年9月，龙泉窑遗址与越窑遗址一同作为青瓷窑遗址列入由国家文物局公布的《中国世界文化遗产预备名单》（共45项）。
2013年5月，庆元县的上垟窑址做为第七批全国重点文物保护单位中的古遗址并入大窑龙泉窑古瓷窑址。6月9日，浙江省文物局公布其为第一批省级考古遗址公园。

## 工藝特點
通過對於龍泉窯瓷器的胎釉的化學組成、釉層厚度、燒成溫度、氣氛性質以及顯微結構等檢測與研究，得到結論如下
1. 製作胎體的瓷土有黑白兩種：黑胎用紫金土，一般含鐵3～5％，最高可以達到15％，用於燒製釉色較深的器物；白胎用經過粉碎的瓷石，與景德鎮的瓷土構成成份類似。
2. 無論黑胎還是白胎，都採用相同的燒製工藝，在同一窯中同時燒成。
3. 釉料可以分成石灰釉和石灰鹼釉兩種。北宋用石灰釉，燒製時容易流釉，所以不能外罩厚釉；南宋用石灰鹼釉，高溫下比較黏稠，因此可以多次上釉，釉層很厚，燒成品玻璃化的程度很高。粉青釉即為石灰鹼釉，上佳者如同青玉；梅子青釉燒成溫度和玻化程度更高。
4. 青釉本身要求胎體不能過於潔白，通常會在瓷土中摻入紫金土來加深素胎的顏色。
5. 燒成溫度在1180℃～1230℃之間。梅子青要求溫度最高，在1250℃～1280℃。

## 外销

### 北宋
多数学者认为龙泉窑起始时间为五代至北宋这一时间段，龙泉窑创烧伊始便与外销关系紧密，北宋晚期龙泉窑已销往海外，但种类较为单一，数量有限，很大程度上是仿越窑风格的产品，并沿袭了越窑的外销路线。海外的部分贸易港口曾发现此类器物，如埃及的福斯塔特曾出土北宋龙泉窑两面刻划花碗；坦桑尼亚的基尔瓦也曾出土北宋龙泉窑内外壁刻划碗；日本博多曾出土北宋末期龙泉窑产品。北宋末期龙泉窑开始兴起，虽在沉船及海外遗址发现数量不多，却是南宋和元代龙泉窑瓷器大量外销的先声。

### 南宋
南宋时期龙泉窑迎来了迅速发展的时期并形成了自己的风格，偏安杭州的南宋王朝对于海外贸易十分看重，北方产瓷区沦陷后，龙泉窑产区成为南宋王朝对外贸易瓷器生产的重要区域，加之瓷器可以通过松溪、瓯江以及浙江境内的其他自然水系方便的通往温州、宁波等重要港口，龙泉窑瓷器得以大量销往海外，在华光礁一号、南海一号、后渚沉船等沉船上和埃及福斯塔特等地都曾发现龙泉窑产品。值得指出的是，南宋时期福建地区的窑场亦全面发展，生产青黄釉瓷、青灰釉瓷的窑口众多，如闽清、莆田、松溪、南安、福清等诸窑口，由于部分福建窑口产品在数量及质量上占优，且具有沿海的区位优势，此时的外销青瓷及青灰釉、青黄釉瓷器在数量上或以福建地区所产为多。至南宋晚期至元代早期，龙泉及其临近区域进一步繁盛，福建青黄釉瓷则渐趋式微，至元代中晚期，龙泉窑达到鼎盛，成为了外销陶瓷中绝对的主体。

### 元代
元代龙泉窑外销达到了一个顶峰，此时在海外沉船和遗址中发现的中国瓷器中龙泉窑往往占到50%以上。如韩国海域发现的元代新安沉船，其出水中国陶瓷器共17324件，其中龙泉青瓷类产品有9842件；位于斯里兰卡的尼拉维利（Nilaveli）沉船，其年代相当于元代中晚期，所见器物几乎均为龙泉窑瓷器；印尼海域的玉龙号沉船虽被盗捞严重，但对其所出器物的组合考察发现其与福建平潭大练岛元代沉船所出器物组合相似，其船货亦以龙泉窑产品为多数。东非肯尼亚格迪古城遗址中出土的元代中国瓷器共有289件，其中龙泉窑产品有257件，元末明初的中国瓷器共有218件，其中龙泉窑产品（含龙泉窑系产品）有182件。北非的阿伊扎布为北非与东方贸易的重要港口，三上次男和出光美术馆于1966年对其进行了调查，共采集了695片青瓷、93片白瓷、40片元青花、171片黑釉瓷，这些瓷片属于11-14世纪的中国陶瓷，其中青瓷又以元代龙泉窑产品为多。

与此对应的是元代文献中亦有龙泉窑大量外销的记载，汪大渊的《岛夷志略》中多处记载以“处州磁器”“处州磁”“处瓷”“青处器”）与外国博买，博买的地区有琉球（今日本冲绳）、苏禄（今菲律宾苏禄群岛或专指和乐岛）、旧港（今印度尼西亚苏门答腊岛巨港）等二十处，此外，周达观的《真腊风土记》“欲得唐货”条中也记载：“其次如真州之锡镴、温州之漆盘、泉处之青瓷器。”根据《元史》等文献记载，元朝与日本之间有明确记载的商船来往即有110次，这与日本博多发现的大量龙泉青瓷以及驶向日本的新安沉船上出水的大量龙泉青瓷能够相互印证。

### 明代
明朝建国初，龙泉窑仍继承了元代大量外销的传统，但随着海禁的实施和朝贡制度的建立，政府逐步禁止海上民间私人贸易，取而代之的是朝贡贸易，且这一时期的朝贡贸易严格限定在会同馆等衙门进行。此时的龙泉青瓷多作为给来朝贡的国家的赏赉品，或将其作为与外国交换战略物资（特别是战马）及各色香料的重要贸易物品。虽然此时严禁海上民间私人贸易，但东南亚还是发现了少量明初的装载有中国陶瓷的沉船，其上的贸易陶瓷除了大量泰国与越国的产品外，中国陶瓷以龙泉青瓷、景德镇青花瓷较为多见，如发现于泰国湾的罗坚(Rang kwien)14世纪晚期沉船和发现于马来半岛东海岸的15世纪初期的图灵(Turiang)沉船。

郑和下西洋携带了大量龙泉青瓷作为赏赉品或贸易品，也带动了龙泉窑的发展，但性质属于官方行为，民间贸易仍被禁止，郑和下西洋结束后，朝廷加强了海禁力度，民间走私龙泉青瓷更加困难。同时明朝与各国朝贡往来日渐稀少，朝贡贸易也逐渐萧条，不再具有朝贡赏赉品需求后，龙泉窑对外输出逐渐衰落，明初外销瓷器的品种以龙泉窑为多数，到明中期（成化至正德）时，景德镇青花瓷已经发展成熟，景德镇也成为当时的瓷业中心，进而取代了龙泉窑在陶瓷外销中的地位。由于外销的需要，南方沿海地区如广东、福建等地出现不少仿龙泉窑的地方窑口，一定程度上也对龙泉窑形成了冲击。进入明中晚期以后，龙泉窑生产规模不断缩小，质量也大不如前，外销规模减小，然而根据《龙泉县志》记载：“崇祯十四年(1641)七月，由福州运往日本瓷器27000件，同年十月有大小97艘船舶运出龙泉青瓷30000件，在日本长崎上岸”可见明末龙泉窑尚有一定的生产和外销规模。

## 图片

上海博物馆藏龙泉窑瓷壶
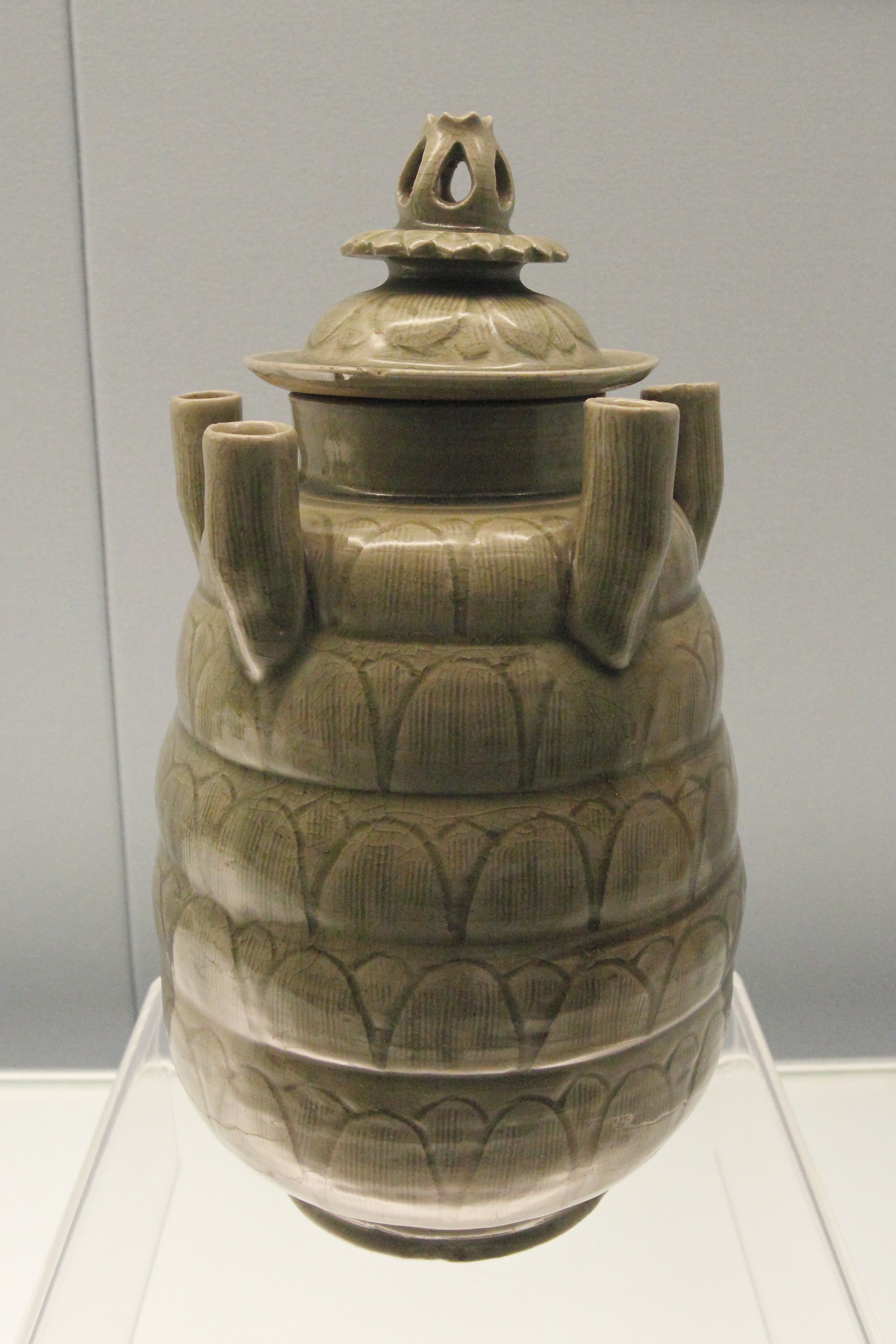
龙泉窑青釉刻花莲瓣纹五管盖罐，宋代
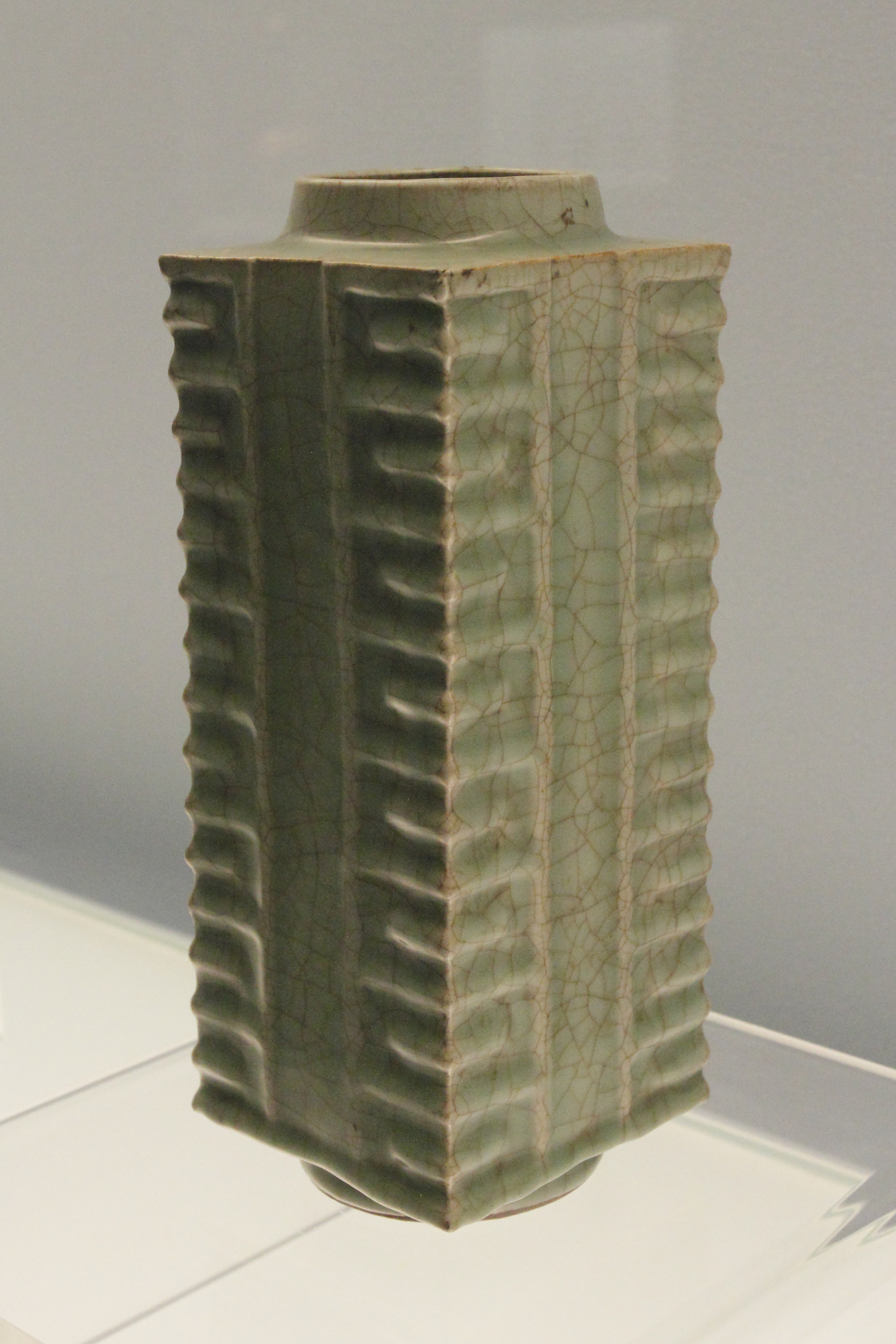
龙泉窑青釉琮式瓶，南宋
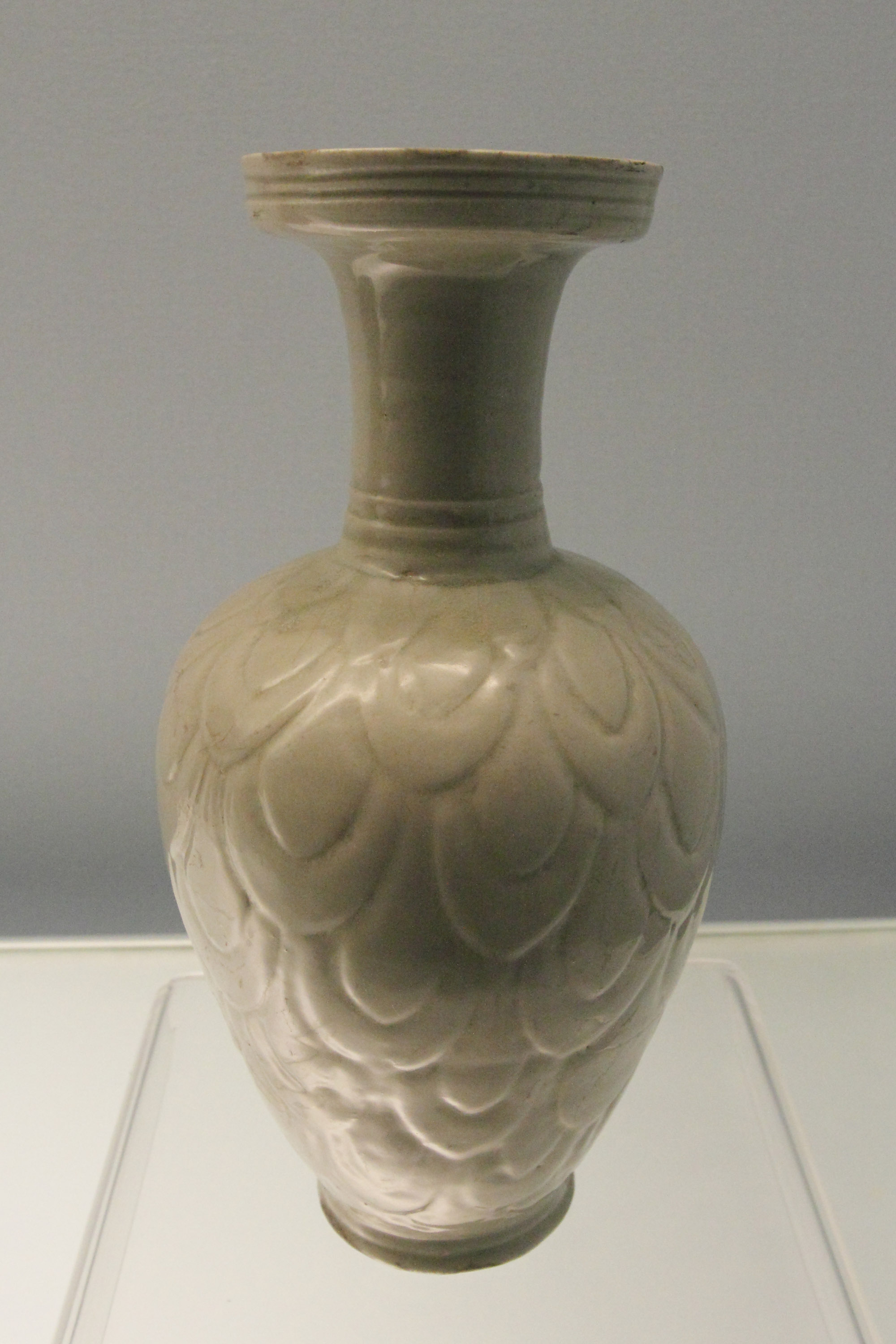
龙泉窑青釉刻花莲瓣纹瓶，北宋
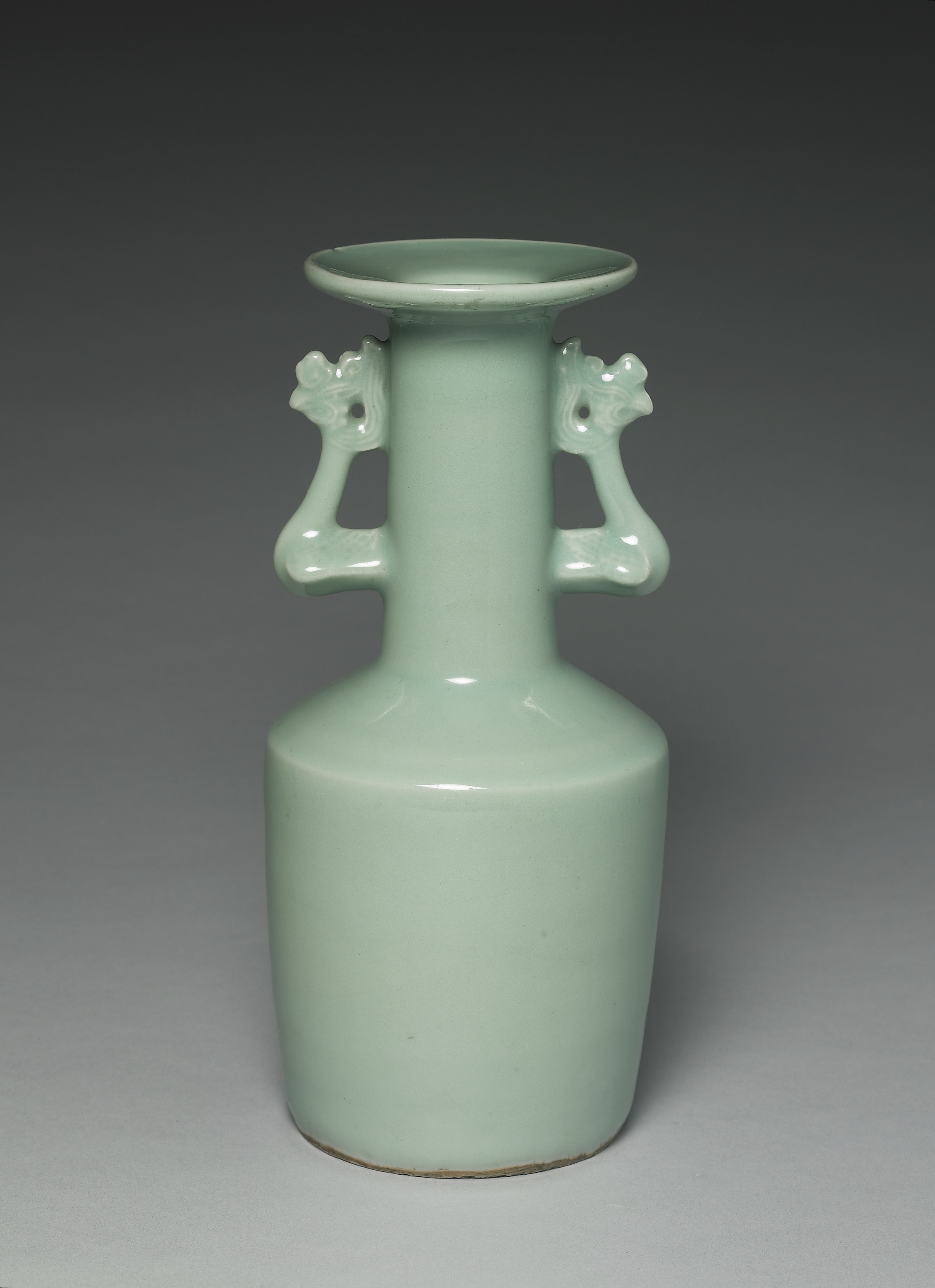
南宋龍泉窯青瓷鳳耳瓶，國立故宮博物院藏。

## 注解
1. ↑  龙泉县自宋以来属处州路，文献多以“处瓷”或“处州磁”等称呼龙泉窑瓷器
2. ↑  又称作和买或者官市，是由政府统一并且强制收购商品的一种形式，宋初以现金购买，后由现金转向用实物代替
3. ↑  如根据《明史》记载，永乐十七年 ,失剌思遣使进贡狮子、名马等 ,赐其酋绒锦、文绮、瓷器等物，且“时车驾频岁北征 ,乏马 ,遣官多赉彩币、磁器 ,市之失剌思及撒马尔罕诸国。”
4. ↑  如宣德九年，广东市舶提举司奏：“怀远驿乃永乐初所置，以馆海外番国贡使，今厅堂门庑颓坏，使臣往来，皆无所寓。”